# Koniuszków (gmina)
Koniuszków – dawna gmina wiejska w powiecie brodzkim województwa tarnopolskiego II Rzeczypospolitej. Siedzibą gminy był Koniuszków.
Gminę utworzono 1 sierpnia 1934 r. w ramach reformy na podstawie ustawy scaleniowej z dotychczasowych gmin wiejskich: Berlin, Bielawce, Jazłowczyk, Klekotów, Koniuszków, Łahodów i Sznyrów.
Po wojnie obszar gminy został odłączony od Polski i włączony do Ukraińskiej SRR.